# سا بوگو
سابوگو (師夫仇، ۶۱۸–۶۸۱ ) یک افسر نظامی گوگوریو در طول جنگ گوگوریو- تانگ بود . او در سال ۶۱۸ متولد شد و در سال ۶۸۱ درگذشت.

## شخصیت
در سپتامبر ۶۶۷ میلادی (بیست و ششمین سال سلطنت پادشاه بوجانگ )، ژنرال تانگ، لی شیجی (李勣)، که فرمانده کل نیروی اعزامی لیائودونگ و فرستاده آنمو (安撫大使) بود، نیروی اصلی خود را به شین سونگ (新城)  ، دژی استراتژیک در مرز غربی گوگوریو ، فرستاد و تلاش کرد تا تهاجمی مستمر انجام دهد.
در این زمان، سابو-گو که در شین‌سونگ بود، متوجه شد که اوضاع نامساعد است، بنابراین ارباب شین‌سونگ را اسیر کرد و دروازه قلعه را باز کرد تا تسلیم ارتش سلسله تانگ شود.
برخلاف آنچه در سریال ته جویونگ به تصویر کشیده شده است، اسناد نشان می‌دهد که او در حالی که از جایگاه خاصی در جامعه سلسله تانگ برخوردار بود، به صورت طبیعی درگذشت.

## تبار
- پدربزرگ : سابیریو (泗沘流)
- مادربزرگ : ناشناخته
- پدر : استاد
- مادر : ناشناخته

## تصویرسازی مدرن
- 《 فرمانروا ته جویونگ 》 ( KBS ، ۲۰۰۶-۲۰۰۷ ، بازیگر: جئونگ هو-گیون )